# Konstantin Sergejewitsch Mereschkowski

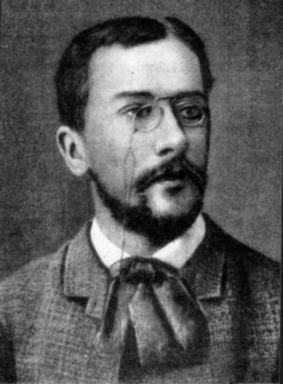
Konstantin Sergejewitsch Mereschkowski

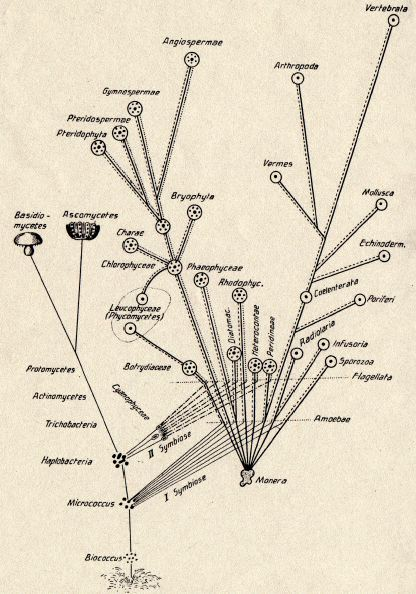
Mereschkowskis Hypothese der Symbiogenesis, 1905

Konstantin Sergejewitsch Mereschkowski (russisch Константин Сергеевич Мережковский, wiss. Transliteration Konstantin Sergeevič Merežkovskij; * 4. August 1855 in Sankt Petersburg; † 10. Januar 1921 in Genf) war ein russischer Biologe und Bruder des russischen Schriftstellers Dmitri Sergejewitsch Mereschkowski. Sein offizielles botanisches Autorenkürzel lautet „Mereschk.“.

## Leben
Er studierte an der Universität von Sankt Petersburg Naturwissenschaften und wurde 1880 zum Dr. phil. promoviert. Von 1902 bis 1914 war er als Privatdozent und Professor für Mikrobiologie (?) an der Universität Kasan tätig. 1917 emigrierte er in die Schweiz.
Mereschkowski formulierte (auf die Arbeiten des Botanikers Andreas Franz Wilhelm Schimper aufbauend) zum Anfang des 20. Jahrhunderts die Hypothese, dass im Lauf der Evolution der Lebewesen die Chloroplasten (Bestandteile der Pflanzenzelle) ihren Ursprung als eigenständige Cyanobakterien nahmen und erst später Teil der Pflanzenzelle wurden. Die Hypothese fand erstmals in einer Arbeit im Jahr 1905 Erwähnung und fand damals auch Anklang, geriet jedoch bald in Vergessenheit.
Lange eine ungenutzte Idee, wuchs sie jedoch durch die Wiederentdeckung durch Lynn Margulis in den 1970er Jahren und danach als Endosymbiontentheorie zu einer vielbeachteten und heute im Wesentlichen allgemein anerkannten Theorie heran. So wird nun von den meisten Biologen angenommen, dass die heutigen komplexen Zellen sich im Lauf der Evolution aus weniger komplexen Bestandteilen zusammensetzten und letztlich die chemische Evolution als Ausgangspunkt bei der Entstehung von Lebewesen betrachtet werden muss. In diesem Kontext kann Mereschkowskis einstige Hypothese als Pionierleistung angesehen werden.
Trotz seiner antidarwinistischen Einstellung – Evolution basiert nach Mereschkowskis Hypothese der Symbiogenesis nicht auf Wettbewerb, sondern auf Kooperation – vertrat er Positionen, die ansonsten eher mit dem Sozialdarwinismus in Verbindung gebracht werden. Er förderte eugenische und rassenhygienische Ideen, die beispielsweise in seinem 1903 veröffentlichten Roman Das irdische Paradies oder ein Winternachtstraum. Märchen aus dem 27. Jahrhundert Ausdruck finden.

## Schriften (Auswahl)
- C. von Mereschkowsky: Das irdische Paradies. Ein Märchen aus dem 27. Jahrhundert. Eine Utopie. Aus dem Russischen von H. Mordaunt. F. Gottheiner, Berlin 1903.
- C. von Mereschkowsky: Über Natur und Ursprung der Chromatophoren im Pflanzenreiche. In: Biologisches Centralblatt. Bd. 25, Nr. 18, 1905, ISSN 0006-3304, S. 593–604 und Nr. 21, S. 689–691, (In englischer Sprache: William Martin, Klaus Kowallik: Annotated English translation of Mereschkowsky's 1905 paper ‚Über Natur und Ursprung der Chromatophoren im Pflanzenreiche‘. In: European Journal of Phycology. Bd. 34, Nr. 3, 1999, S. 287–295, doi:10.1080/09670269910001736342).
- Константин Сергеевич Мережковский: Теория двух плазм, как основа симбиогенезиса, нового учения о происхождении организмов. типо-лит. Имп. ун-та, Казань 1909, (Die Zweiplasmentheorie als Grundlage der Symbiogenese, einer neuen Lehre von der Entstehung der Organismen.)

## Sekundärliteratur
- Armin Geus, Ekkehard Höxtermann (Hrsg.): Evolution durch Kooperation und Integration. Zur Entstehung der Endosymbiosetheorie in der Zellbiologie. Faksimiles, Kommentare und Essays (= Acta biohistorica. 11). Basilisken-Presse, Marburg an der Lahn 2007, ISBN 978-3-925347-83-2.
- Liya Nikolaevna Khakhina: Concepts of Symbiogenesis. A Historical and Critical Study of the Research of the Russian Botanists. Yale University Press, New Haven u. a. 1992, ISBN 0-300-04816-5.
- Thomas Möbius: Fortschrittskritik und Menschenpark. Konstantin S. Mereschkowskijs Utopie „Das irdische Paradies“. In: Alexander Amberger u. a. (Hrsg.): Auf Utopias Spuren. Utopie und Utopieforschung. Festschrift für Richard Saage zum 75. Geburtstag. Springer VS, Wiesbaden 2017, S. 285–302.
- Franz Rottensteiner: Mereschkowsky, C.: Das irdische Paradies oder Ein Winternachtstraum. In: ders., Michael Koseler (Hrsg.): Werkführer durch die utopisch-phantastische Literatur. Corian-Verlag, Meitingen, 38. Erg.-Lfg. Juni 2003.
- Jan Sapp: Evolution by Association. A History of Symbiosis. Oxford University Press, New York u. a. 1994, ISBN 0-19-508820-4.